# Саяна
Саяна (санскр. सायण, IAST: Sāyaṇa, ум. в 1387) или Саяначарья (IAST: Sāyaṇācārya) — известный комментатор Вед. Преуспевал при царе Букка (правил 1356—1377) и его наследнике Харихаре II (правил 1377—1404) в Виджаянагарской империи на юге Индии. Был сыном Маяны и учеником Вишну Сарваджны и Самкарананды. Более сотни трудов приписывается Саяне, среди них комментарии почти на все части Вед; некоторые из его работ были уже дописаны его учениками, а часть написана им вместе с братом Мадхавой (Видьяранья-свамином).

## Работы Саяны
Главным трудом Саяны является его «Ведартха-пракаша», или комментарий на Веды. Его комментарий на Ригведу был издан Максом Мюллером в 1849—1875 гг. Основная часть комментария написана, по-видимому, Саяной, но работа также включает вставки его брата Мадхавы и дополнения его учеников и более поздних авторов, которые писали под именем Саяны. В итоге «Саяна» или «Саянамадхава» относится по соглашению к коллективному авторству данного комментария, как к единому целому без исключения каких-либо слоёв.
Саяна также написал и менее значимые руководства, среди них Судханидхи, объясняющая такие области знания, как Праяшчита (искупление), Яджнатантра (ритуал), Пурушартха (помощь человеку в его усилиях), Аюрведа (медицина), Сангит-сара (музыка), Дхатувриддхи (грамматика).

## Издания
- Max Müller, Rig-Veda Sanskrit-Ausgabe mit Kommentar des Sayana (aus dem 14. Jh. n. Chr.), 6 vols., London 1849-75, 2nd ed. in 4 vols. London 1890 ff.
- IAST: Rgveda-Samhitā Srimat-sāyanāchārya virachita-bhāṣya-sametā, Vaidika Samśodhana Mandala, Pune-9 (2nd ed. 1972)